# フランスの鉄道史
フランスの鉄道史（フランスのてつどうし）は、19世紀初頭にはじまり、高速鉄道TGVの発展などがみられる現在に至る。

## 初期の鉄道網
フランスの鉄道建設は1827年に開業した短区間の鉱業用鉄道、サン＝テティエンヌ-アンドレジュー鉄道からはじまった。
旅客営業を行う最初の路線は、1832年に開業したサン＝テティエンヌ～リヨン間58キロの路線で、並行する運河との競争にも優った。1837年にはパリ～サン＝ジェルマン＝アン＝レー（当初はその対岸のル・ペックまで）間の路線が開通、パリ周辺における最初の鉄道となった。1841年にストラスブール～バーゼル間140キロに開通した鉄道は、ヨーロッパ初の国際路線であった。
しかし、1840年代初頭では、フランスの鉄道網の進展はイギリス、ドイツ、ベルギー、アメリカ合衆国といった産業国よりも劣っていた。政府の関与はなされず、小規模の民間事業者による鉄道が散在していたのみであった。

## 政府の関与

1856年のフランスの鉄道路線図。パリを中心とした路線網の骨格が形成

1842年、フランス幹線鉄道建設法（Loi relative à l'établissement des grandes lignes de chemin de fer en France）が制定され、これ以降、政府の後押しを得て、鉄道建設の動きが加速した。その仕組みとしては官民協働による独自の形態で、政府が用地の購入と基礎構造物（構造物、建造物）の建設費の補助を行った上で、上部構造物（レール、駅などの施設）と車両を製作した会社に対して、路線の独占契約を認めた。この法律で定めた計画路線は、パリを中心とした放射状路線7本と地方間路線2本であり、制定者の名をとって「ルグランの星」« étoile de Legrand »とも呼ばれた。この鉄道網の大枠は1860年代までに完成し、現在に至るまで、フランスの鉄道網の幹線となっている。これ以降は、幹線網から外れた地方をカバーする支線の建設が進められた。
民間企業の独力によるのではなく、政府の支援と関与のもとに鉄道網が形成されたのがフランスの特色である。このような鉄道会社と政府の強い結びつきは、国民生活のあらゆる分野を規制する巨大な官僚制と政府機構を有するフランスの歴史と関係しているともいえる。さらに、大陸ヨーロッパでは、軍事面から鉄道を活用する要請が強かったことも、政府の関わりが強い一因といえる。

## 主要な鉄道会社の誕生
当初の小規模事業者は、1857年までには6大会社に統合され、それぞれが各地域を独占した。これらは南部鉄道を除き、すべてパリと各地域を結ぶことを目指し、地方間の利便性は軽視されたため、パリは便利だがその他の地方は不便という結果になった。
- 北部鉄道（ノール鉄道、Chemin de Fer du Nord）: パリから北フランス、イギリス海峡の諸港およびベルギー国境。パリにおけるターミナル駅は北駅。
- 東部鉄道（エスト鉄道、Chemins de fer de l'Est）: パリから東フランス、ドイツ国境。パリのターミナル駅は東駅。
- 西部鉄道（ウェスト鉄道、Chemins de Fer de l'Ouest）: パリからノルマンディー、ブルターニュなどフランス北西部方面。パリのターミナル駅はサン・ラザール駅、モンパルナス駅およびアンヴァリッド駅（1900年以降）。
- パリ・オルレアン鉄道（Chemin de Fer de Paris à Orléans, 略称PO）: パリからオルレアンを経由しフランス南西部方面。 パリのターミナル駅はオステルリッツ駅、オルセー駅（1900年以降）。
- パリ・リヨン・地中海鉄道（Chemins de fer de Paris à Lyon et à la Méditerranée, 略称PLM）: パリからフランス南東部、地中海沿岸方面。パリのターミナル駅はリヨン駅。
- 南部鉄道（ミディ鉄道、Chemin de Fer du Midi）: ガロンヌ川流域からスペイン国境。

これらのほか、地方にはローカル線を運営する中小の私鉄が存在した。1865年には軽便鉄道に対する補助制度が発足している。1878年にはフランス西部の私鉄数社が国有化されて国有鉄道(Chemin de fer de l'Étatが設立された。さらに1909年には国有鉄道は経営破綻した西部鉄道を吸収し6大鉄道網の一つに拡大した。
普仏戦争の結果ドイツ帝国領となったアルザス＝ロレーヌ地方の鉄道は東部鉄道から切り放され、ドイツ帝国国有のエルザス＝ロートリンゲン鉄道となった。第一次大戦後に同地方がフランス領に復帰してからは、フランスの国有鉄道だがÉtatとは別組織のアルザス＝ロレーヌ鉄道となった。
1914年にはフランスの鉄道網は世界有数の密度に発達し、約60,000キロの路線網を有した。その3分の1は狭軌（ナローゲージ）の路線であった。

## 国有化
自動車の普及は、1930年代から鉄道に影響を与えた。特に狭軌の路線は道路との競争に敗れて廃止されていった。多くの鉄道事業者が経営困難に直面した。1938年、社会主義政権が幹線鉄道をすべて国有化し、政府が最大出資者で職員は公務員の身分である公営企業の形態によるSNCF（Société Nationale des Chemins de fer Francais）を創設した。

## 戦後
フランスの狭軌（ナローゲージ）路線は、1950年代までにほとんど消滅した。また、1970年代にも不採算路線の廃止が相次ぎ、標準軌のローカル線の多くも廃止され、現在の路線網は約40,000キロとなっている。
一方、鉄道の高速化に熱心に取り組み、1955年には直流電気機関車CC7107、BB9004での試験走行により、時速331キロの記録を達成、TEEアキテーヌ号などでの最高時速200キロでの営業運転を実施してきた。
戦後は自動車、航空の発達により、鉄道輸送量は横ばいの状態が続いた。1981年、最高時速260キロで当時世界最速のTGVが営業開始したことから、1980年代より輸送量は増加に転じ、その後もTGVの高速新線や路線網は拡大を続けている。1994年には英仏海峡トンネルにより、イギリスと鉄道で結ばれた。
欧州連合の規定の影響により、1990年代後半以降、鉄道事業の改革が行われている。列車の運行と施設管理を分離する機構改革として（上下分離方式）、1997年には、路線の施設管理事業を新設のフランス鉄道線路事業公社（RFF、Réseau Ferré de France）が所管することとし、鉄道事業会計の長期債務もSNCF本体からRFFに移管された。
また、1984年にはSNCFの地方輸送部門を地域圏別に分割した地域圏急行輸送 (TER、Transport express régional) が発足していたが、1990年代以降、鉄道運営の地方分権化がなされ、このTERの運営に各地域圏が積極的に関わるようになった。国から地域圏への権限委譲が行われて、輸送計画の策定、運賃やサービスの決定、車両の調達などを各地域圏が行うようになった。